# Lorne Donaldson
 Lorne Garfield Donaldson  er en jamaicansk fodboldtræner, der siden 2022 har været landstræner for Jamaicas kvindefodboldlandshold.
Som spiller, spillede Donaldson fodbold på Kingston College i Jamaica. Han spillede også for Cavalier F.C. og i 1980 gik valgte han at studere på Metropolitan State University of Denver. Han var i  1981 en del af NAIA First Team All American. I 1995 optog MSU Denver Donaldson i universitets officielle Hall of Fame. Donaldson spillede også for Denver Kickers, da de vandt 1983 National Amateur Cup. 
I 2022 blev han første gang ansat som landstræner og førte i 2023 landsholdet til deres anden VM-slutrunde. I juli 2023 udtog han sin første VM-trup som landstræner frem mod VM i fodbold 2023 i Australien/New Zealand.